# Ciré Cledor Ly
Ciré Clédor Ly est un avocat sénégalais, inscrit au barreau du Sénégal depuis 1983. Il est également inscrit sur la liste des conseils près de la Cour Pénale Internationale (CPI) et sur la liste des Conseils auprès du Tribunal Pénal International pour le Rwanda (TPIR). Il par ailleurs  membre d'Avocats Sans Frontières.
Fondateur du cabinet d'avocats Ciré Clédor Ly à Dakar, il s'est illustré dans la défense de nombreuses personnalités politiques et a été impliqué dans des affaires judiciaires majeures, tant au Sénégal qu'à l'international. Il est souvent présenté comme le « meilleur procédurier d'Afrique francophone »,.

## Affaires Notables

### Affaire Laurent et Simone Gbagbo
Ciré Clédor Ly a été l'un des avocats de Laurent Gbagbo, ancien président de la Côte d'Ivoire, et de son épouse, Simone Gbagbo. En 2011, après la crise post-électorale ivoirienne, Laurent Gbagbo et plusieurs de ses proches ont été arrêtés et détenus. En juillet 2012, Me Ly a déposé une plainte contre le président Alassane Ouattara devant la Cour de justice de la CEDEAO, estimant que les droits de ses clients étaient violés durant leur détention,.
En décembre 2013, Me Ly a prêté serment en tant que conseil principal de Simone Gbagbo devant la Cour pénale internationale (CPI). Cependant, en février 2014, il a demandé à se retirer de la défense de Simone Gbagbo pour des raisons non spécifiées publiquement. La CPI a accédé à sa requête et a officialisé son retrait.

### Affaire Karim Wade
Karim Wade, fils de l'ancien président sénégalais Abdoulaye Wade, a été arrêté en 2013 pour enrichissement illicite présumé. Me Ciré Clédor Ly a fait partie de l'équipe de défense de Karim Wade. Malgré les efforts de ses avocats, Karim Wade a été condamné en 2015 à six ans de prison et à une amende de 138 milliards de francs CFA. Cette affaire a suscité de nombreux débats sur la justice et la politique au Sénégal.

### Affaire Barthélémy Diaz
L'affaire remonte à 2011 lorsqu'un affrontement a eu lieu entre des jeunes proches de Barthélemy Dias, actuel maire de Dakar alors maire de Mermoz-Sacré-Cœur, et des militants supposés du Parti Démocratique Sénégalais (PDS). Lors de cet incident, Ndiaga Diouf, présumé nervi du PDS, aurait été tué par balle devant la mairie. Barthélemy Dias a été accusé d'être le responsable du tir mortel. Après plusieurs années de procédure, il a été condamné en 2022 à deux ans de prison, dont six mois ferme. Me Ciré Clédor Ly a  participé à sa défense en contestant la légalité de la procédure et en dénonçant une instrumentalisation politique de l'affaire.

### Affaire Khalifa Sall
Khalifa Sall, ancien maire de Dakar, a été arrêté en 2017 pour détournement de fonds publics. Me Ciré Clédor Ly a assuré sa défense, contestant les accusations portées contre son client. Malgré les recours introduits, Khalifa Sall a été condamné en 2018 à cinq ans de prison. Cette condamnation a entraîné sa révocation de son poste de maire et de son mandat de député. Il sera libéré le 29 septembre 2019, ayant bénéficié « remise totale de peine » de la part du chef de l’Etat du Sénégal de l'époque, Macky Sall.

### Affaire Ousmane Sonko
Me Ciré Clédor Ly a été membre du pool d'avocats défendant Ousmane Sonko, actuel Premier Ministre du Sénégal, alors leader de l'opposition sénégalaise et maire de Ziguinchor. Sonko a été impliqué dans plusieurs affaires judiciaires, notamment des accusations de viol et une affaire de diffamation. Me Ly a joué un rôle actif dans sa défense, dénonçant les procédures engagées contre son client et qualifiant certaines de ces actions d'« enlèvement » et de « détention arbitraire ». Il constituera ensuite la défense du tandem Diomaye-Sonko jusqu'à l'élection de Bassirou Diomaye Faye à la tête du Sénégal le 02 Avril 2024.

### Affaire Mohamed Ould Abdel Aziz
En Mauritanie, l'ancien président Mohamed Ould Abdel Aziz a été inculpé pour corruption et placé en détention en 2021. Me Ciré Clédor Ly a rejoint l'équipe de défense d'Abdel Aziz,apportant son expertise juridique à ce dossier complexe. Il a exprimé des préoccupations concernant l'équité du procès et l'état de santé de son client.

## Engagements et Prises de Position

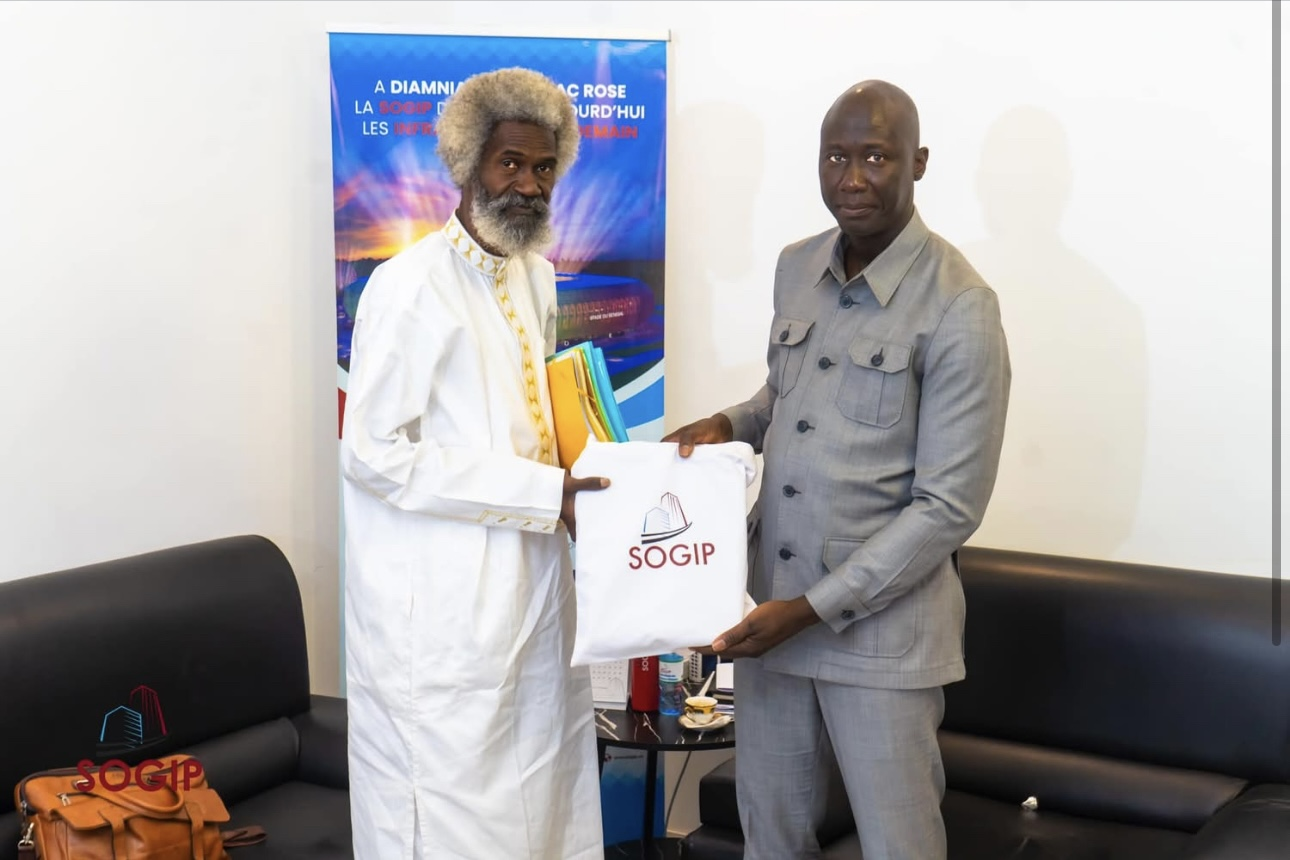
Me Cire Cledor LY, avocat-conseil de la Société de Gestion des Infrastructures publiques dans les Pôles Urbains de Diamniadio et du Lac Rose (SOGIP SA)

Au-delà de ces affaires, Me Ciré Clédor Ly est reconnu pour son engagement en faveur des droits de l'homme et de l'indépendance de la justice. Il intervient régulièrement dans les médias pour commenter l'évolution du système judiciaire sénégalais et africain, et n'hésite pas à critiquer les dérives qu'il observe.
Me Ciré Clédor Ly continue d'exercer en tant qu'avocat et demeure une figure influente du barreau sénégalais, reconnu pour son engagement en faveur de la justice et des droits de l'homme.